# Косжан (Костанайская область)
Косжан (каз. Қосжан, до 1993 г. — Чапай) — село в Амангельдинском районе Костанайской области Казахстана. Входит в состав Урпекского сельского округа. Код КАТО — 393465400.

## Население
В 1999 году население села составляло 191 человек (93 мужчины и 98 женщин). По данным переписи 2009 года, в селе проживали 174 человека (85 мужчин и 89 женщин).